# Wohnungslosigkeit in Österreich
Für Wohnungslose und Menschen, die von drohender Wohnungslosigkeit in Österreich betroffen sind, gibt es Organisationen, die ihre (kostenlose) Hilfe und Unterstützung anbieten um gemeinsam eine mögliche Delogierung zu verhindern bzw. wieder eine Wohnung zu finden.

## Definition

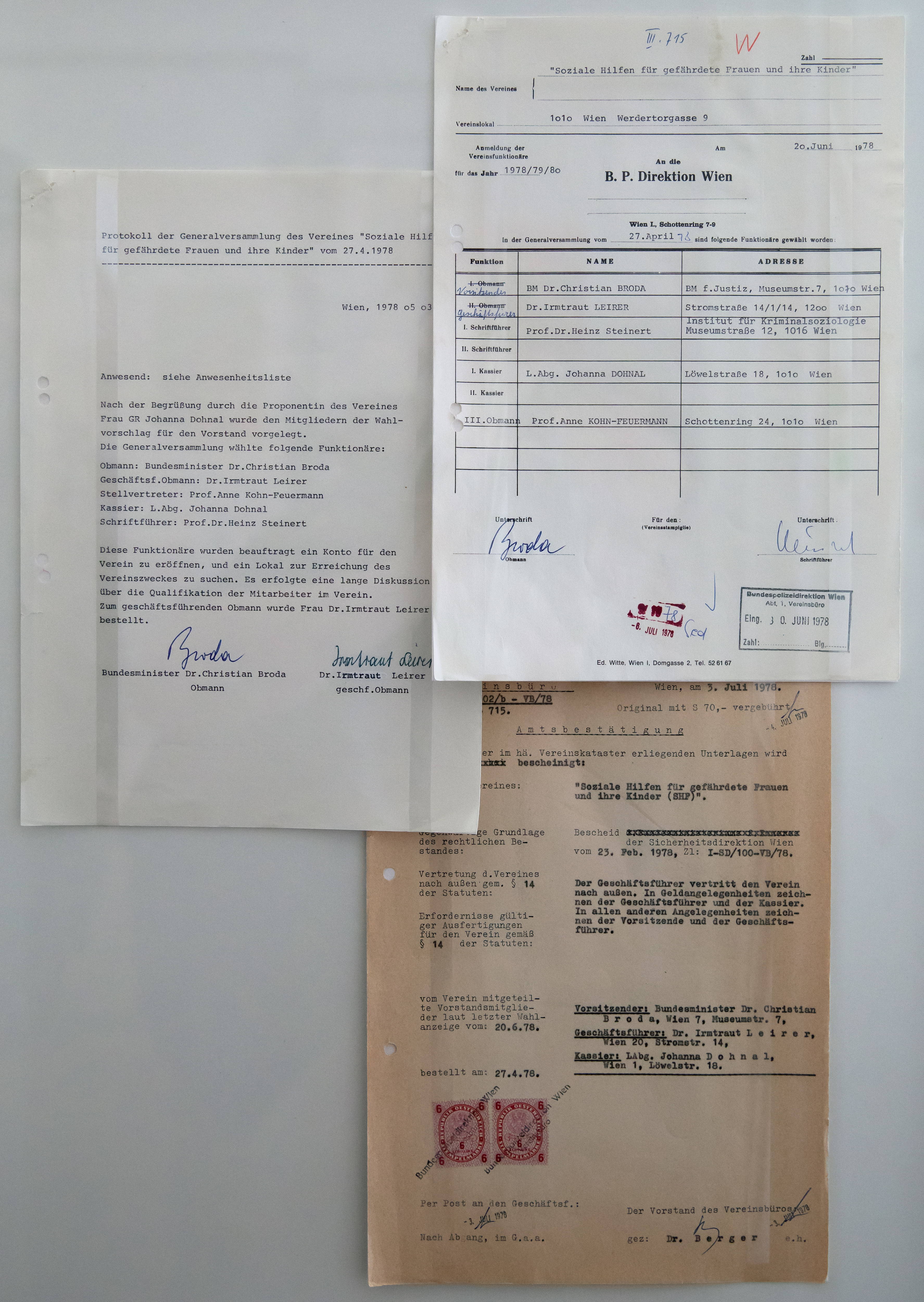
Gründungsdokumente des Vereins Soziale Hilfen für gefährdete Frauen und Kinder (1978), der das erste Wiener Frauenhaus schuf

In Österreich gilt die Definition nach der Europäischen Typologie für Obdachlosigkeit, Wohnungslosigkeit und prekäre Wohnversorgung (ETHOS), die vom Europäischen Dachverband der Wohnungslosenhilfe (FEANTSA) entwickelt wurde:
Wohnungslos bedeutet demnach, dass Menschen zeitlich begrenzt in bestimmten Einrichtungen leben. Es handelt sich dabei nicht um Dauerwohnplätze. Diese Institutionen bieten kurz- bis mittelfristig die Möglichkeit zu wohnen. Dazu zählen insbesondere Übergangswohnheime und -wohnungen, Asyle, (befristete) Herbergen, Frauenhäuser, Auffangstellen, Quartiere für Arbeitsmigration, Gefängnisse, Strafanstalten, Spitäler, Heilanstalten, Jugendheime, Langzeitwohnheime für ältere Wohnungslose und die ambulante Wohnbetreuung in Einzelwohnungen.
Zu beachten ist die Abgrenzung von anderen Begriffen:
- Ungesichertes Wohnen betrifft Menschen, die keinen Hauptwohnsitz haben und vom Wohlwollen anderer Menschen abhängig sind, Eigentumsrechte anderer Menschen verletzen und keinen gültigen Rechtstitel vorweisen können. Auch Menschen, die von einer Delogierung betroffen sind und in ihrer eigenen Wohnung von Gewalt betroffen sind, leben in ungesicherten Wohnverhältnissen.

- Als ungenügendes Wohnen wird definiert, wenn jemand an Orten wohnt, die nicht als konventionelle Unterkünfte bezeichnet werden, zum Beispiel in Wohnwägen oder Zelten, oder in nur notdürftig zusammengebauten Strukturen. Auch Gebäude, die für Wohnzwecke gesperrt worden sind, kurz vor einem Abbruch stehen oder durch eine offizielle Stelle als ungeeignet eingeordnet worden sind, werden dieser Kategorie zugeordnet.

- Obdachlose Menschen leben auf der Straße oder auf öffentlichen Plätze ohne Unterkunft. Auch Menschen in Notunterkünften, ohne festen Wohnsitz und die in niederschwelligen Einrichtungen übernachten, sind obdachlos.[1]

## Gründe für Wohnungslosigkeit

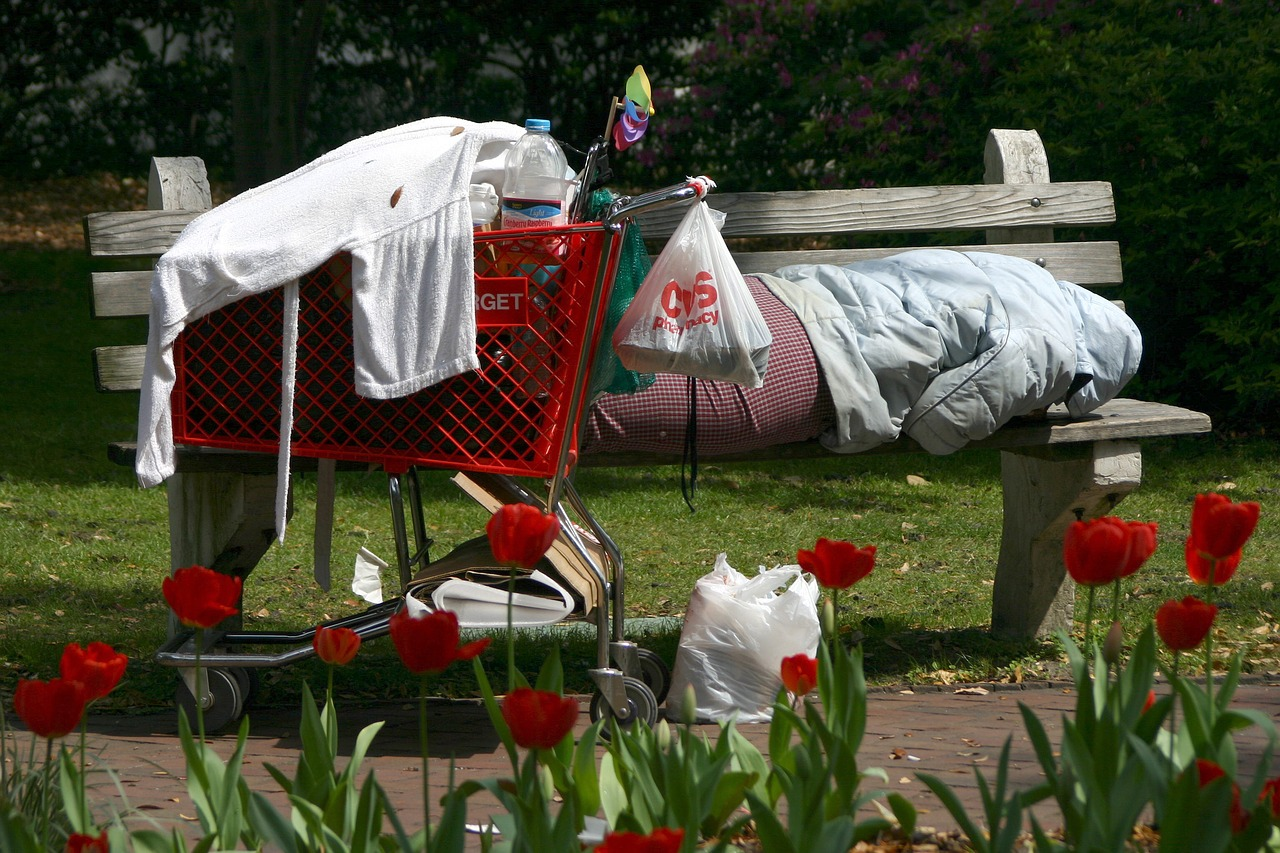
Obdachloser auf Parkbank

Das Sozialministerium gibt folgende Gründe für eine mögliche Wohnungslosigkeit an:
- Delogierung infolge von Mietschulden und „unleidlichem Verhalten“
- Entlassung aus Kliniken, Kuranstalten, Einrichtungen der Suchthilfe oder psychischen Einrichtungen bei einer stationären Behandlung
- Entlassung aus Jugendwohlfahrt und Erziehungshilfe aufgrund einer stationären Behandlung
- Loslösung von der Familie bei jungen Erwachsenen und Jugendlichen
- Entlassung aus Untersuchungs- oder Strafhaft und Maßnahmenvollzug
- häusliche Gewalt und dadurch die Flucht aus der Lebensgemeinschaft
- Trennung von Lebensgemeinschaften
- Verlust des Arbeitsplatzes
- Entlassung von Asylwerbern aus der Bundesbetreuung bei positiven und negativen Asylanträgen.[2]

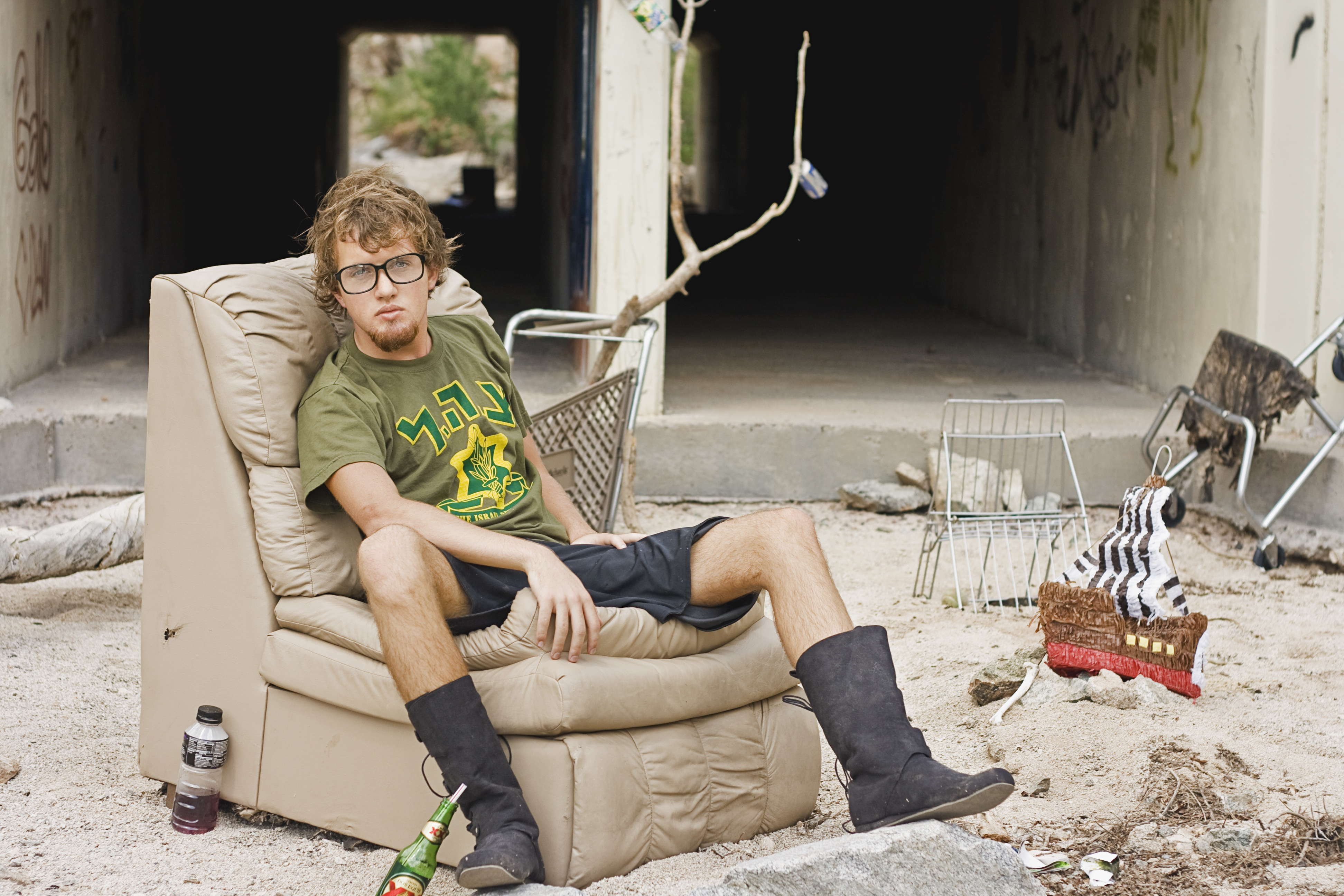
An 42% der Obdachlosigkeit ist Arbeitsverlust der Grund.

Weitere Gründe für Wohnungslosigkeit wurden vom Fonds Soziales Wien (FSW) im Jahr 2016 erhoben. Die 2500 Befragten gaben an:
- 42 % der Personen waren arbeitslos geworden und konnten dadurch die Miete nicht mehr zahlen.
- 32 % hatten eine Trennung bzw. Scheidung hinter sich.
- 26 % gingen zu leichtsinnig bzw. falsch mit dem Geld um.
- 23 % verloren die Wohnung aufgrund einer psychischen Erkrankung.
- 21 % verloren die Wohnung aufgrund einer physischen Erkrankung.[3]

Wohnungslosigkeit entsteht auch durch die Entwicklungen des Wohnungs- und Arbeitsmarktes. Die Wohnkostenbelastung, Wohnprobleme wie Überbelag oder schlechte Wohnqualität können Anzeichen für zukünftige Wohnungslosigkeit sein. Der Verband der Wiener Wohnungslosenhilfe erläutert, dass eine Kürzung der Mindestsicherung auch dazu führt, dass die tatsächlichen Lebenshaltungskosten häufig nicht mehr abgedeckt werden können und es dadurch zu verstärkter Wohnungslosigkeit kommen kann.
Durch das Fehlen einheitlicher Mindeststandards kann jedes Bundesland unterschiedliche Leistungen festlegen. Durch Verschärfungen bzw. Kürzungen der bedarfsorientierten Mindestsicherung droht Beziehern ein Abrutschen in die Wohnungslosigkeit.
Durch die Wohnungslosigkeit ist auch keine Teilnahme am gesellschaftlichen Leben mehr vorstellbar. In vielen Fällen ist meist das Ende sozialer Beziehungen erreicht und ein Bruch in der Entwicklung persönlicher Identität.

## Hilfseinrichtungen

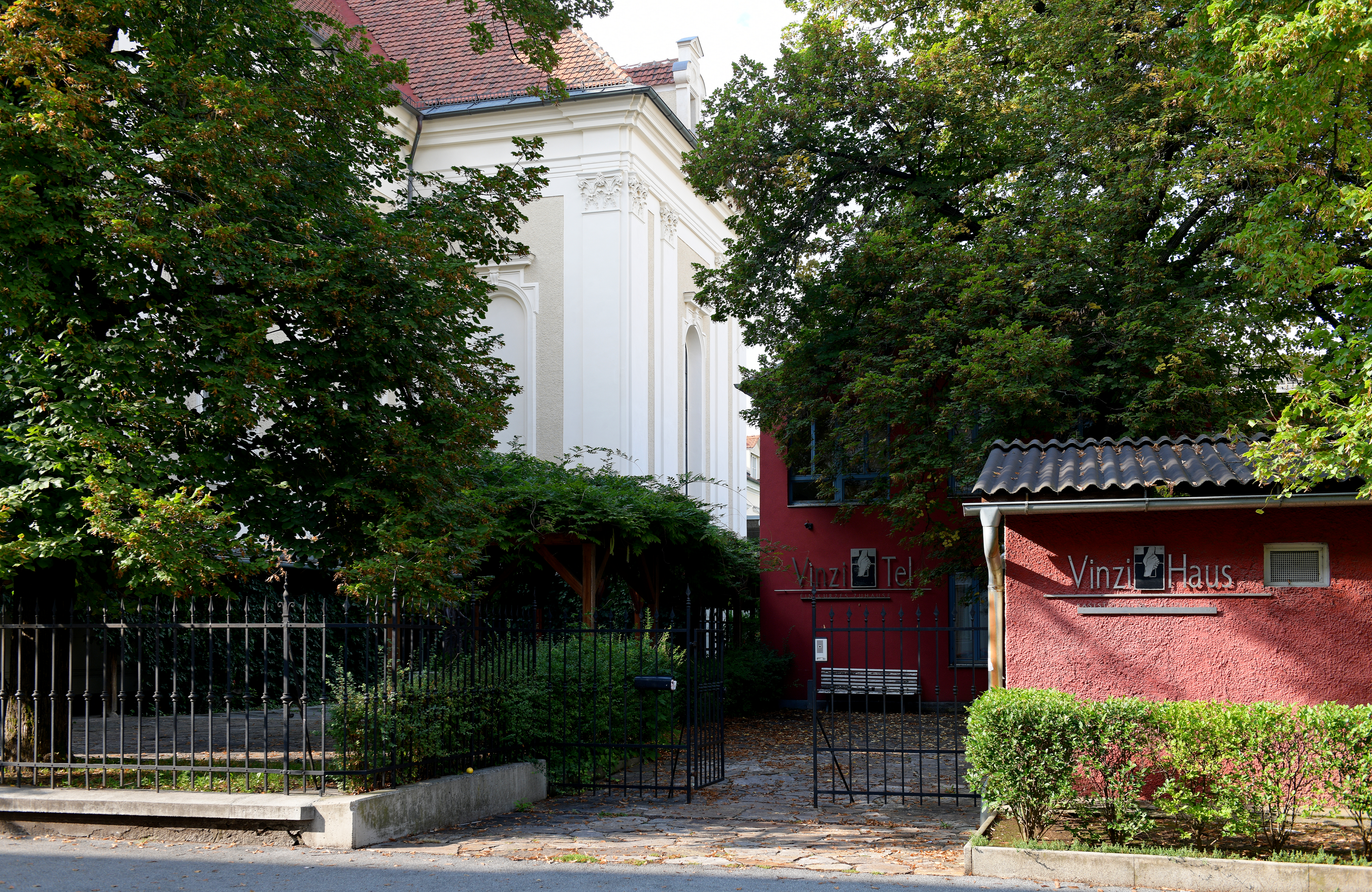
Vinzihaus bei der Vinzenzkirche in Graz

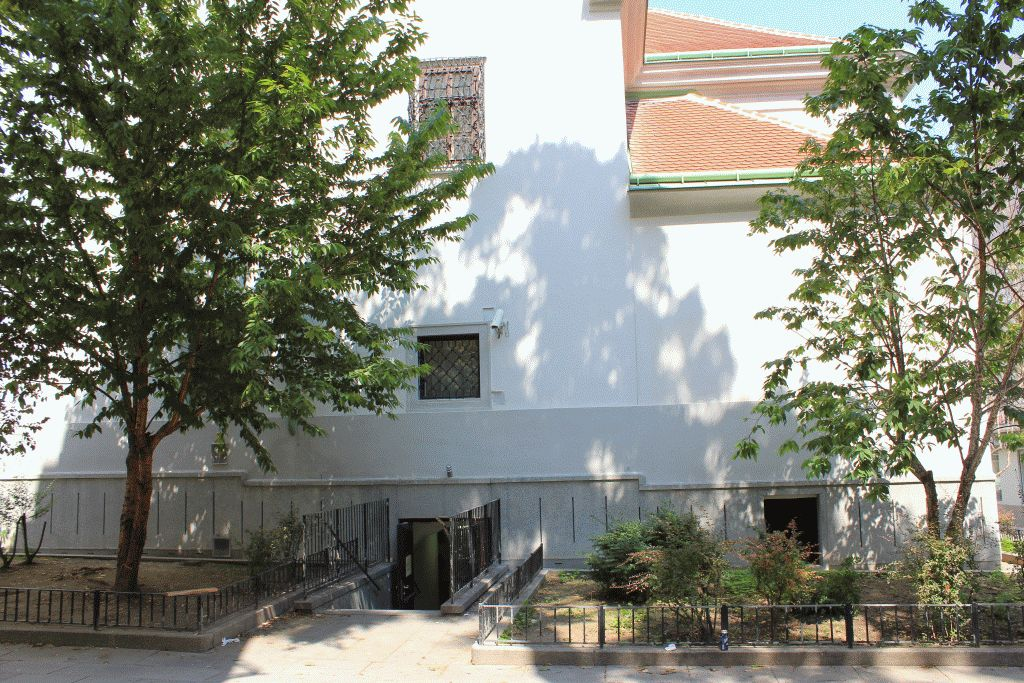
Die Gruft in Wien-Mariahilf

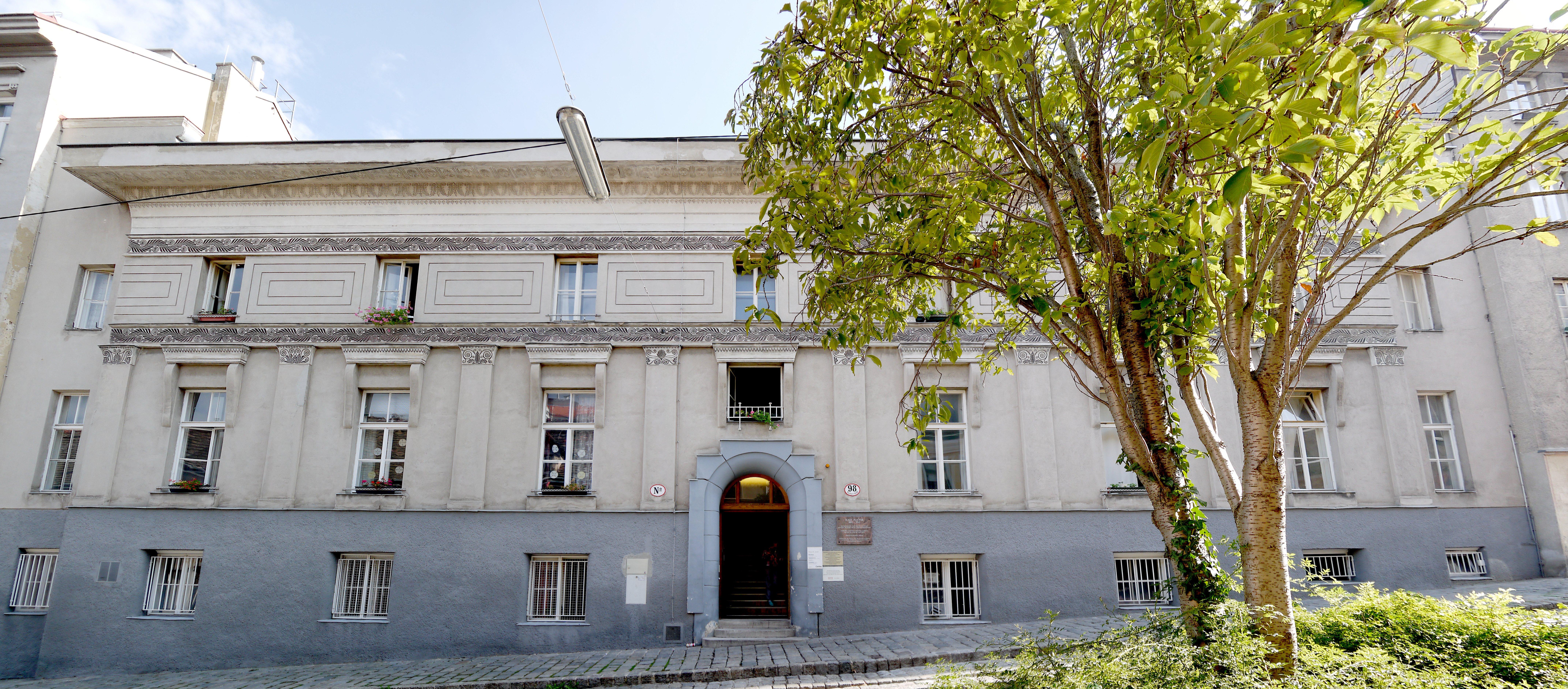
Die Zweite Gruft der Caritas in Wien-Währing

### Niederösterreich
Die Caritas Niederösterreich führt eine Beratungsstelle, die Mieter in Niederösterreich unterstützt, wenn ein Wohnungsverlust droht und Hilfe benötigt wird, um die Wohnung zu halten.

### Kärnten
Die ARGE SOZIAL Villach unterstützt Menschen mit psychosozialen und wirtschaftlichen Problemen. Der private und gemeinnützige Verein bietet unter anderem eine Sozialberatung und -betreuung und eine Tagesstätte an.
Auch in Kärnten bietet die Caritas eine Tagesstätte an. Die Mitarbeiter helfen bei der Wohnungssuche, bieten finanzielle Hilfestellung und vermitteln Wohnmöglichkeiten.
Die Volkshilfe Kärnten führt das Hilda Schärf Haus. Es bietet eine Wohnmöglichkeit für wohnungslose bzw. von Wohnungslosigkeit bedrohte Personen. Die Sozialarbeiter unterstützen und begleiten die Menschen um eine eigene Wohnung zu bekommen. Auch eine Frauenschlafstelle wird von der Volkshilfe Kärnten geführt.

### Burgenland
Im Burgenland gibt es eine Notschlafstelle in Oberwart, die insgesamt für 6 Männer zur Verfügung steht. Eine weitere Notschlafstelle gibt es in Eisenstadt, die für Frauen und Männer geöffnet ist. Sie bietet Platz für 10 Menschen. Diese Notschlafstellen werden von der Caritas Burgenland geführt. Durch Beratungen und Unterstützungen der Sozialarbeiter wird versucht eine Lösung für eine Rückkehr in ein geregeltes Leben zu finden.
In Oberwart gibt es eine zusätzliche Notschlafstelle, die hauptsächlich alleinlebende Frauen, Frauen mit Kindern und Familien aufnimmt. Das Sozialhaus Burgenland stellt 12 Wohneinheiten zur Verfügung und kümmert sich um diese Menschen, die sich in einer sozialen Notlage befinden.
In Eisenstadt gibt es zusätzlich das Frauenhaus für von Gewalt betroffene Frauen und deren Kinder. 

### Oberösterreich
Der Samariterbund unterstützt wohnungslose Menschen in Linz.

### Salzburg
Der Samariterbund unterstützt wohnungslose Menschen in Salzburg.

### Steiermark
Die Caritas Steiermark bietet in Graz eine Notschlafstelle, die Arche 38, an, die für 30 in- und ausländische Männer zur Verfügung steht. Für Frauen und deren Kinder gibt es das Haus FranzisCa als erste Anlaufstelle. Das Schlupfhaus ist eine Notschlafstelle für Jugendliche bis 21 Jahre, die für 5 Mädchen und 7 Burschen Platz hat.
Die Vinzenzgemeinschaft betreibt in Eggenberg das VinziNest, die für 80 männliche Ausländer eine Notschlafstelle betreibt. Das VinziSchutz ist für 24 ausländische Frauen eine Nachtschlafstelle.

### Vorarlberg
Der Verein dowas bietet in Bregenz eine Notschlafstelle für 11 Männer und Frauen an. Die Caritas Vorarlberg unterhält zwei Notschlafstellen in Feldkirch und Bludenz. Auch hier gibt es Beratungen um eine individuelle Lösung zu finden.

### Tirol
In Innsbruck gibt es eine Winternotschlafstelle vom Roten Kreuz sowie eine ganzjährig geöffnete Notschlafstelle von den Tiroler Sozialen Diensten. Die Tiroler Sozialen Dienste bieten darüber hinaus zwei weitere Winternotschlafstellen in Kufstein und Lienz an sowie mit NoRa (NotRaum) eine Unterkunft für wohnungslose Frauen und Kinder in Innsbruck. Eine Notschlafstelle für suchtkranke Menschen stellt die Mentlvilla in Innsbruck dar, die von der Caritas betrieben wird. Weitere Anlaufstellen bei Wohnungslosigkeit in Tirol sind die Vereine Dowas, DOWAS für Frauen, der Verein für Obdachlose sowie die ISD (Innsbrucker sozialen Dienste).

### Wien

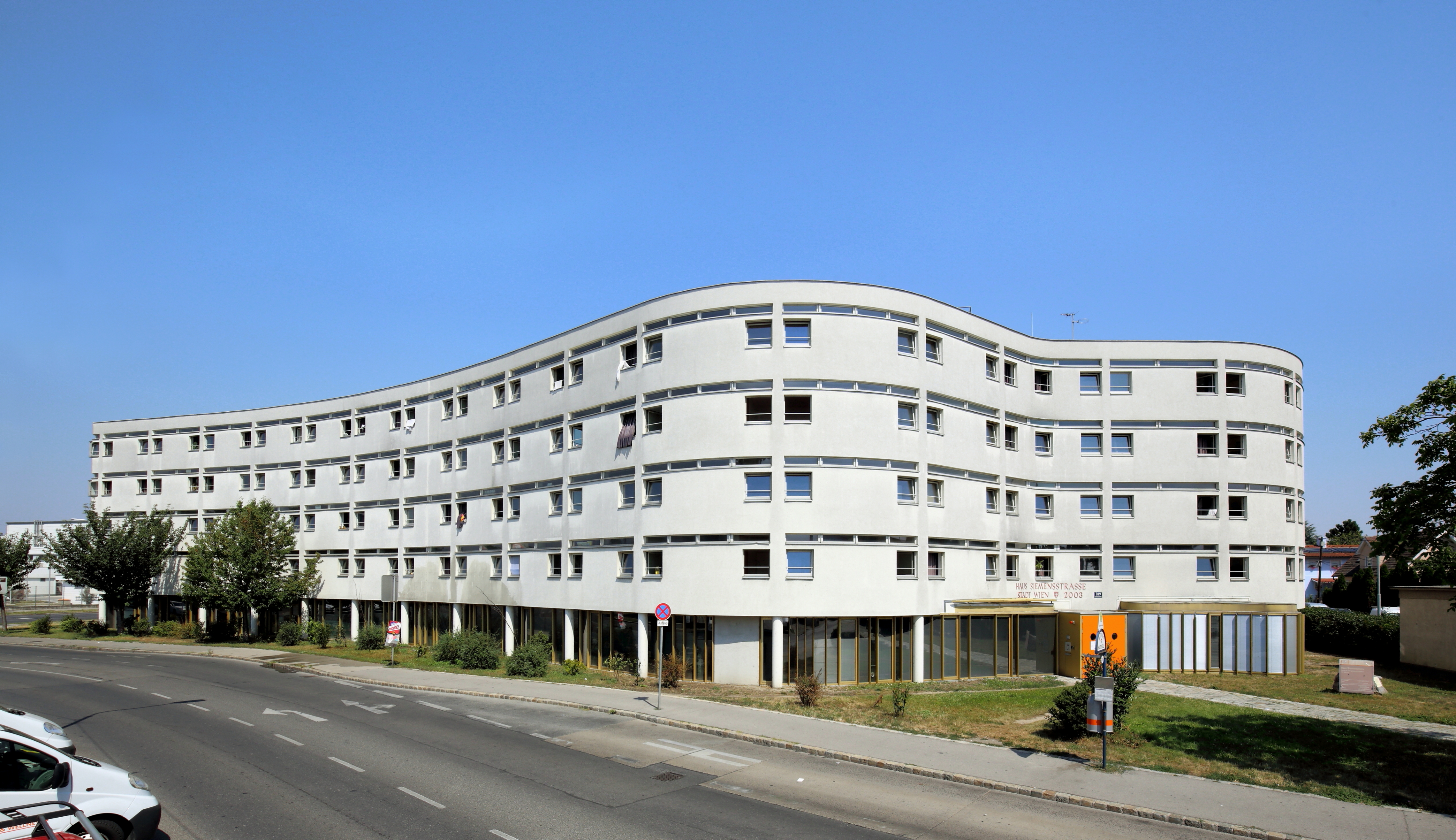
Haus Siemensstraße des Fonds Soziales Wien

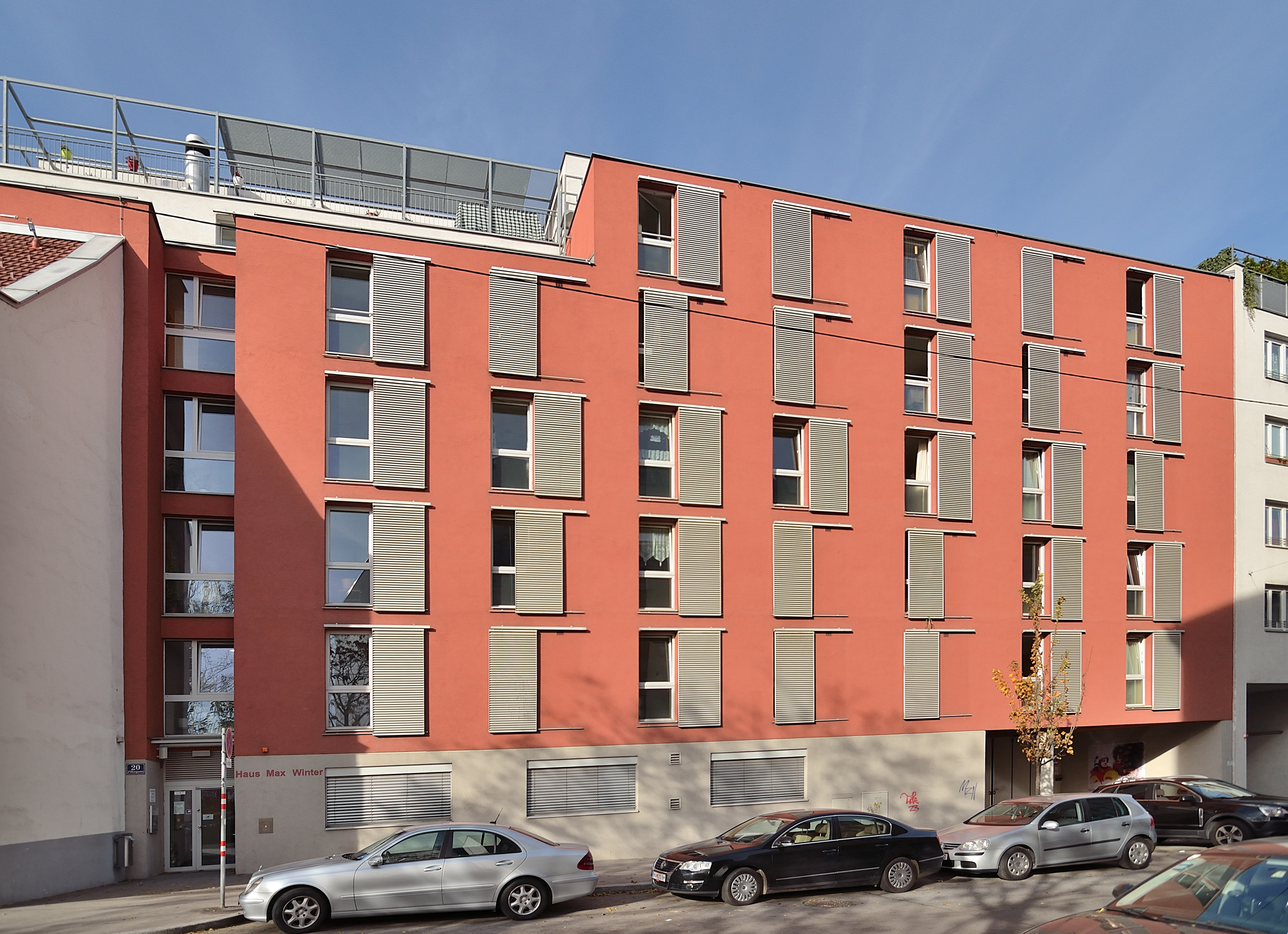
Das Haus Max Winter des Samariterbundes

Der Fonds Soziales Wien (FSW) plant, steuert und gestaltet das vielfältige Angebot der Wiener Wohnungslosenhilfe in enger Vernetzung mit den Partnerorganisationen Wiener Rotes Kreuz, Caritas, Samariterbund Wien und wieder wohnen. Jedes Jahr nehmen rund 10.000 Menschen das Angebot der Wiener Wohnungslosenhilfe in Anspruch. Es stehen etwa 300 Nachtschlafplätze zur Verfügung.
Die Mitarbeiter des Beratungszentrums Wohnungslosenhilfe des Fonds Soziales Wien informieren über Leistungen der Wohnungslosenhilfe und mögliche Förderungen. Wenn die Voraussetzungen erfüllt werden, können wohnungslose Personen, Paare, Familien und Mütter mit Kindern an geförderte und betreute Plätze vermittelt werden.
Obdach Wien, ein 100-prozentiges Tochterunternehmen des Fonds Soziales Wien, stellt Wohnungen oder Wohnplätze zur Verfügung. Anspruch auf diese Plätze hat man, wenn die Person
- in Wien wohnungslos- bzw. obdachlos geworden ist,
- keinen Schlafplatz hat oder der Verlust der Wohnung droht,
- die österreichische Staatsbürgerschaft besitzt bzw. österreichischen Staatsbürgern gleichgestellt ist,
- soziale Schwierigkeiten hat und nicht in der Lage ist, sich selbst aus dieser Situation zu helfen,
- professionelle Hilfe für eine eigenständige Lebens- und Haushaltsführung benötigt
- und motiviert ist die eigene Lebenssituation zu verbessern.[31]

Die Caritas der Erzdiözese Wien bietet für wohnungslose Menschen in Wien eine zentrale Anlaufstelle an. Das P7 vermittelt Nachtnotquartiersbetten an erwachsene wohnungslose Menschen. Zusätzlich zur Vermittlung eines Schlafplatzes unterstützt die Caritas mit einer Sozialberatung um Lösungen für eine soziale Notsituation und drohende Wohnungslosigkeit zu finden.
Das Stern des Roten Kreuzes am Praterstern in Wien ist ein Beratungszentrum für Wohnungslose. Die Fachleute der Wohnungslosenhilfe beraten und betreuen hilfe- und wohnungslose Menschen. Gleichzeitig ist es ein Tageszentrum, wo Besucher Kaffee und Tee bekommen, die Möglichkeit haben selbst zu kochen und ihre Wäsche zu waschen. Das Stern richtet sich an akut wohnungslose, volljährige Menschen. Auch volljährige Personen, die sich oft am Praterstern aufhalten, bereits wohnversorgte Menschen und diejenigen, die keine Ansprüche auf Leistungen der Wiener Wohnungslosenhilfe haben, sind willkommen.
In Wien führt der Samariterbund die Häuser R3, Sama, Max Winter und das WohnenPlus RIGA. Die Menschen werden von Sozialarbeitern, Sozialpädagogen und Wohnbetreuern betreut. Sie bieten den Hilfesuchenden Betreuung, Perspektiven und Realisierungstrategien um zukünftig eigenständig und unbetreut leben zu können.
Das Wiener Hilfswerk richtet sich hauptsächlich an wohnungslose Frauen und Familien, die von der Wohnungslosigkeit bedroht oder bereits betroffen sind. Die Vergabe erfolgt durch das Beratungszentrum Wohnungslosenhilfe des Fonds Soziales Wien.
Die Fachstelle für Wohnungssicherung (FAWOS) der Volkshilfe Wien betreut Personen, die vom Verlust ihrer Wohnung bedroht sind. Sie bietet für die Betroffenen Beratung und Unterstützung und wirkt somit präventiv der Obdachlosigkeit entgegen. FAWOS hilft Mietern von Privat- und Genossenschaftswohnungen, die möglicherweise die Wohnung verlieren, weil sie eine gerichtliche Kündigung erhalten haben, Probleme haben die Miete zu bezahlen oder aufgefordert werden auszuziehen. Die FAWOS unterstützt durch Informationen über miet- und verfahrensrechtliche Angelegenheiten, mit Vermittlung bei Hausverwaltung und Eigentümern, über mögliche Versicherungs- und Sozialleistungen, Krisenintervention, bei Lösungen zu Reduzierung des Mietrückstandes und Entwicklung eines Finanzplans.
Die Wiener Sozialorganisation neunerhaus bietet Wohnplätze für obdach- und wohnungslose Menschen in drei Wohnhäusern – entweder übergangsweise oder auch dauerhaft und mit Unterstützung beim stabilen Wohnen. Die Angebote richten sich an Männer, Frauen und Paare, Mitbestimmung und Hilfe auf Augenhöhe werden großgeschrieben. Die Mitnahme von Alkohol und Haustieren ist erlaubt, die Wahrung der Privatsphäre steht an oberster Stelle. Darüber hinaus bietet neunerhaus mit dem neunerhaus Gesundheitszentrum, dem neunerhaus Café sowie dem neunerhaus Peer Campus innovative und zielgruppenspezifische Angebote.

## Statistik
| Die Zahl der registrierten Wohnungslosen lag im Jahr 2017 bei 21.567 Personen. Die Jahresgesamtzahl beläuft sich im Jahr 2017 auf rund 13.900 registrierte Obdachlose (Personen mit einer Hauptwohnsitzbestätigung) und 8.700 Personen in Einrichtungen für Wohnungslose. Von den rund 21.500 Wohnungslosen waren etwa 41 Prozent einige Zeit in einer Einrichtung für Wohnungslose untergebracht. In Wien gibt es ungefähr 5.700 Wohn-, Betreuungs- und Schlafplätze, die auf 100 Einrichtungen verteilt sind. Die Stadt Wien gibt jährlich über 60 Millionen Euro für die Wohnungslosenhilfe aus, die auch Beratungseinrichtungen, Tageszentren, Straßensozialarbeit, medizinische Versorgung, betreute Übergangswohneinrichtungen und sozial betreutes Dauerwohnen inkludiert. | Hier fehlt eine Grafik, die leider im Moment aus technischen Gründen nicht angezeigt werden kann. Wir arbeiten daran! Wohnungslosigkeit in Österreich |